# Phaenandrogomphus tonkinicus
Phaenandrogomphus tonkinicus är en trollsländeart som först beskrevs av Fraser 1926.  Phaenandrogomphus tonkinicus ingår i släktet Phaenandrogomphus och familjen flodtrollsländor. IUCN kategoriserar arten globalt som livskraftig. Inga underarter finns listade i Catalogue of Life.